# Roland Orzabal
Roland Jaime Orzabal de la Quintana (* 22. srpna 1961 Portsmouth) je anglický hudebník. Je spoluzakladatelem, hlavním skladatelem a zpěvákem skupiny Tears for Fears. Produkoval i jiným umělcům. Jeho první cena byla v roce 1986 za „Songwriter of the Year“ po vydání druhého alba skupiny, Songs from the Big Chair, pro které Orzabal napsal skoro všechny skladby. Orzabal napsal román, romantickou komedii Sex, Drugs & Opera, která vyšla v roce 2014. Vypráví příběh popové hvězdy středního věku, o Solomonovi Capriu, který je sám, ale je osloven, aby se zúčastnil reality show Popstar to Operastar, tu vidí jako způsob, jak omladit jeho kariéru a jeho uvadající manželství. Příběh byl inspirován Orzabalovými vlastními zkušenostmi.